# Cheese
Cheese es una aplicación incluida en el proyecto GNOME desde su versión 2.22 que utiliza la webcam para tomar fotografías y vídeos, aplicando efectos especiales divertidos. Fue escrito como parte del Google Summer of Code 2007 por Daniel G. Siegel y tuvo como mentor a Raphaël Slinckx.
Cheese utiliza GStreamer para aplicar los efectos a las imágenes y a los vídeos.